# Alfredo Romero
Alfredo Gerardo Romero Mendoza (Caracas, Venezuela, 7 de enero de 1969) es un abogado y activista de derechos humanos venezolano, director ejecutivo de la organización no gubernamental Foro Penal.

## Carrera
Alfredo Romero se graduó como abogado de la Universidad Católica Andrés Bello en 1991, realizó una maestría en estudios latinoamericanos en la Universidad de Georgetown en 1994 y posteriormente una maestría en derecho público financiero en la Universidad de Londres en 1997. Entre 2001 y 2002 fue relator de la Sala Constitucional del Tribunal Supremo de Justicia y en 2002 fundó la asociación civil Vive (Víctimas Venezolanas de Violaciones a los Derechos Humanos) representando a varias de las víctimas del 11 de abril de 2002, la cual posteriormente se fusionó con el Foro Penal Venezolano, una ONG sin fines de lucro en la cual actualmente es director ejecutivo.En 2008 fue precandidato independiente para la alcaldía de Baruta.
Romero ha recibido diversos reconocimientos por su trabajo en derechos humanos. Ha sido miembro del Consejo de la Agenda Mundial en Estado de Derecho del Foro Económico Mundial, y en 2007 fue reconocido como “Joven Líder Mundial” por el Foro Económico Mundial. En 2009 recibió el diploma de honor del Colegio de Abogados como reconocimiento al esfuerzo en el mejoramiento de las instituciones jurídicas, y un reconocimiento como servidor público por el Rotary Internacional.

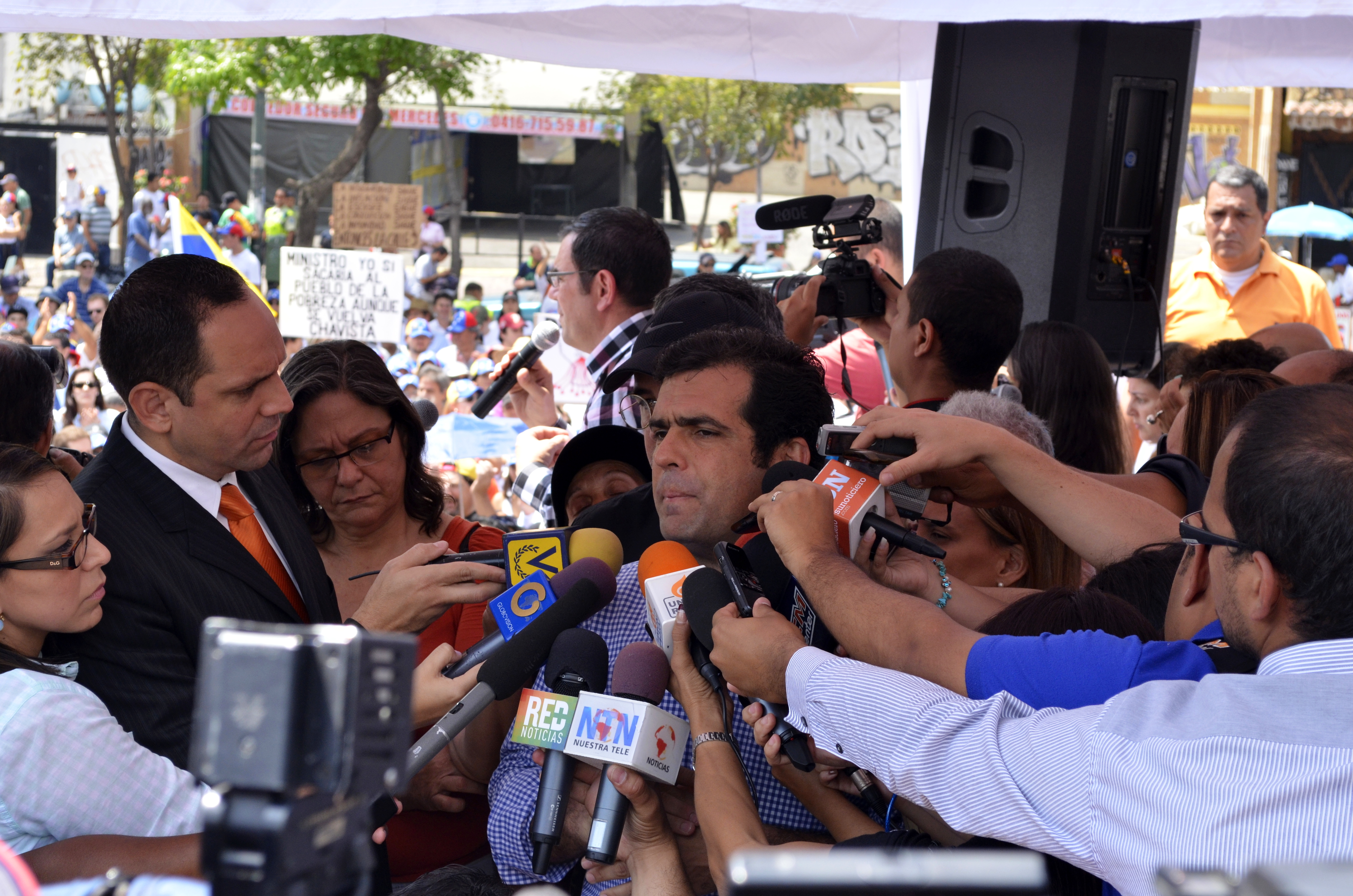
Alfredo Romero en un evento informativo organizado por el Foro Penal.

En 2014 es condecorado con la Orden Bicentenaria del Colegio de Abogados, el mayor reconocimiento otorgado por la institución en el país. En 2017 fue nombrado como el ganador del Premio Robert F. Kennedy Human Rights para el 2017, uno de los más altos reconocimientos al trabajo de defensa de los derechos humanos. En mayo de 2018 recibió en Madrid el premio Optimista Comprometido con la Libertad de Expresión que otorga la revista Anoche Tuve un Sueño
Romero ha ejercido como profesor de derecho de la Universidad Central de Venezuela y de la Universidad Católica Andrés Bello, es socio de la firma de abogados Himiob Romero y actualmente es director ejecutivo del Foro Penal Venezolano, además de ser incorporado recientemente al equipo de académicos y expertos del Centro de Derechos Humanos (Carr Center for Human Rights Policy) de la Escuela Kennedy de Gobierno de la Universidad de Harvard. También ha participado como ponente en diversos congresos de derechos humanos y de estado de derecho, incluyendo eventos del Foro Económico Mundial y el Foro de Justicia Mundial, ha escrito diversos artículos sobre derechos humanos, derecho constitucional y derecho público, es autor del libro «Relatos de muerte en vivo» y coautor del libro «Crímenes de Lesa Humanidad, una perspectiva venezolana».[cita requerida]

## Vida personal
Alfredo Romero toca la guitarra.